# Teodor z Cyreny

Ślimak Teodorosa.

Teodor(os) z Cyreny, gr. Θεόδωρος ὁ Κυρηναῖος (ur. 460 p.n.e., zm. 399 p.n.e.) – grecki matematyk, geometra i nauczyciel Teajtetosa z Aten, przyjaciel Sokratesa.
Do czasów współczesnych nie zachowały się żadne pisma Teodorosa z Cyreny. Cała wiedza o jego matematycznych osiągnięciach pochodzi z następującego fragmentu dialogu Platona Teajtet:

Teajtet: O kwadratach coś nam Teodor pisał i o tym, co miał trzy stopy kwadratowe, oraz o tym, co miał pięć stóp kwadratowych powierzchni, dowodził nam, że co do długości boku nie są współmierne z jednostopowym i tak po jednym każdy kwadrat brał pod uwagę aż do siedemnastostopowego; na tym się jakoś zatrzymał.

Z tekstu wynika, że Platon przypisywał Teodorowi z Cyreny podanie pierwszego dowodu na niewymierność pierwiastków kwadratowych z 3, 5, 6, 7, 8, 10, 11, 12, 13, 14, 15 i 17. Kwestia, w jaki sposób Teodoros dowodził niewymierności pierwiastków oraz dlaczego zatrzymał się na {\displaystyle {\sqrt {17}},} była przedmiotem wielu spekulacji.
Niekiedy przypisuje się Teodorosowi odkrycie metody wyznaczenia odcinka o długości proporcjonalnej do pierwiastka kwadratowego z dowolnej liczby. Dlatego konstrukcja geometryczna opracowana w XX wieku nazywana jest ślimakiem Teodorosa.
Od imienia Teodorosa liczba {\displaystyle {\sqrt {3}}} nazywana jest niekiedy stałą Teodorosa.